# صبيح (اسم)
صبيح هو اسم علم مذكر من أصل عربي، ومعناه هو الفتى المشرق الوجه الشبه بالصباح الجميل وصباحة الوجه مما يحبه العرب ويتفاءلون به على أنهم يميلون إلى التسمية به مصغرًا صبيح.

## شخصيات تحمل الاسم
- صبيح المصري (رجل أعمال أردني من أصول فلسطينية، 1937 – )
- صبيح الوهبي ( – 1983)
- صبيح ناجي القصاب (1940 – )
- صبيح نجيب العزي (ضابط عسكري عراقي شغل منصب وزير الدفاع في المملكة العراقية، 1882 – 1948)
- صبيح نشأت ( – 19 يوليو 1929)

## وصلات خارجية
- موسوعة السلطان قابوس لأسماء العرب نسخة محفوظة 5 أبريل 2019 على موقع واي باك مشين.